# Edith Perret
Pour les articles homonymes, voir Perret.
Edith Perret, née Edith Madeleine Andrée Perret à  Paris 14e, le 27 novembre 1929 et morte à   Paris 11e, le 30 mai 2019, est une actrice de cinéma et de télévision française.
On la crédite parfois sous le pseudonyme Edith Perret Devaux.

## Filmographie

### Cinéma

#### Longs métrages
- 1964 : L'Insoumis de Alain Cavalier : La serveuse de l'auberge
- 1970 : L'Étalon de Jean-Pierre Mocky : La directrice de L'École normale
- 1973 : Don Juan 73 de Roger Vadim
- 1973 : L'Oiseau rare de Jean-Claude Brialy
- 1977 : Comme sur des roulettes de Nina Companeez : Une figurante
- 1982 : Elle voit des nains partout ! de Jean-Claude Sussfeld
- 1983 : Surprise Party de Roger Vadim : Mme Ferreux
- 1983 : Signes extérieurs de richesse de Jacques Monnet
- 1984 : Until September de Richard Marquand : Madame Dunund
- 1985 : L'Homme aux yeux d'argent de Pierre Granier-Deferre : Femme GS
- 1986 : Cours privé de Pierre Granier-Deferre
- 1987 : Funny Boy de Christian Le Hémonet : Une serveuse
- 1990 : Nikita de Luc Besson : La dame de l'agence
- 1991 : Ma vie est un enfer de Josiane Balasko : La femme chic du restaurant de luxe
- 1998 : Riches, belles, etc. de Bunny Schpoliansky
- 1999 : La Dilettante de Pascal Thomas : Femme mission 1
- 1999 : Les Enfants du siècle de Diane Kurys : La douairière au bal
- 2001 : J'ai faim !!! de Florence Quentin : Madame Savart
- 2001 : Ma femme est une actrice de Yvan Attal : Le professeur de théâtre
- 2001 : Un jeu d'enfants de Laurent Tuel : Geneviève Fauvel
- 2005 : La Ravisseuse de Antoine Santana : Marguerite Orcus
- 2006 : Les Aristos de Charlotte de Turckheim : La vieille comtesse Martha Ambroisine

#### Courts métrages
- 1986 : Au petit bois joli de Christophe Jacrot
- 1999 : Bon anniversaire Mémé! de Julie Lipinski

### Télévision

#### Téléfilms
- 1954 : Der Mantel de Ruprecht Essberger : Frau des Bürochefs
- 1964 : Célimare le bien-aimé de René Lucot : Mme Bocardon
- 1966 : La Tour Eiffel qui tue de Jean-Roger Cadet et Michel de Ré : Aurore
- 1968 : Le Crime de Lord Arthur Savile d'André Michel
- 1972 : La Bonne Nouvelle de Guy Lessertisseur : Une dame
- 1973 : Les Malheurs de la comtesse de Bernard Deflandre : Petit Merlu
- 1975 : La fleur des pois de Raymond Rouleau : Coco
- 1978 : L'Avare de Jean Pignol : Dame Claude
- 1980 : Cabrioles de Yves-André Hubert : La deuxième dame
- 1981 : Cinq-Mars de Jean-Claude Brialy : La duègne
- 1981 : La Nonne sanglante de Bernard Maigrot
- 1981 : Une histoire sans nom de Jeannette Hubert : La marquise de Limore
- 1983 : Par ordre du Roy de Michel Mitrani : Une commère
- 1984 : Le sexe faible  de Lazare Iglesis : Clarisse
- 1987 : Chacun sa vérité de Jean-Daniel Verhaeghe : Mme Nenni
- 1989 : The Saint:The Blue Dulac de Dennis Berry : La ménagère
- 1995 : La Vie de Marianne de Benoît Jacquot
- 1997 : Souhaitez-moi bonne chance de Jérôme Boivin : La mère de Rosanna
- 1997 : Bienvenue au Pays du Père Noël de Pascal Thomas : La fée Chauche-Paille (nom incertain)
- 2004 : Princesse Marie de Benoît Jacquot : La grand-mère de Bonaparte
- 2008 : Villa Jasmin de Férid Boughedir : Tsia Eugenia

#### Séries télévisées
- 1963 : Les Cinq Dernières Minutes - épisode#1.29 : Une affaire de famille de Jean-Pierre Marchand - L'infirmière
- 1965 : Le Théâtre de la jeunesse - David Copperfield de Marcel Cravenne - Mlle Murdstone
- 1966 : Illusions perdues (mini-série) : Madame de Chandour
- 1967 : Sérieux s'abstenir : Elle-même
- 1971 : Les Enquêtes du commissaire Maigret - Maigret en vacances de Claude Barma - Mlle Rinquet
- 1973 : Karatekas and Co (mini-série) : Sylvie de Caussade
- 1974 : Le Vagabond
- 1973-1974 : Au théâtre ce soir (série télévisée) (3 épisodes)
  - 1973 : Les Quatre Vérités de Marcel Aymé, mise en scène René Clermont, réalisation Georges Folgoas, Théâtre Marigny - - Armandine Jourdan
  - 1974 : Nick Carter détective de Jean Marcillac, mise en scène René Clermont , réalisation Georges Folgoas, théâtre Marigny - Mary
  - 1974 : Le Sexe faible d'Édouard Bourdet, mise en scène Jacques Charon, réalisation Georges Folgoas, Théâtre Marigny - Clarisse
- 1977 : Brigade des mineurs - épisode : Incidents mineurs de Claude Loursais
- 1978 : Un ours pas comme les autres (mini-série)
- 1979 : L'Île aux trente cercueils (mini-série) : Gertrude Archignat
- 1979 : Les Amours de la Belle Époque - épisode : La duchesse bleue
- 1981 : Les Amours des années folles - épisode : La femme qui travaille de Marion Sarraut - Odette
- 1981 : Nana (mini-série) (4 épisodes)
- 1981 : Histoire contemporaine (mini-série) : Mme Cartier de Charlot
- 1987 : Maguy (série télévisée), épisode 149 - Pas de deux en mêlée : Tamara Petrovska
- 1988 : Palace (série télévisée) : Une cliente (Partouze)
- 1992 : Une famille formidable - épisode : Les parents disjonctent de Joël Santoni
- 1995 : Les Cordier, juge et flic - épisode#2.4 : Un si joli témoin de Yves Amoureux - Gertrude
- 1996 : La Nouvelle Tribu (mini-série) : La dame du train
- 2004 : Père et Maire - épisode : Retour de flammes de Gilles Béhat - Mademoiselle Ponse
- 2004 : Maigret  - épisode 52 : Maigret et la demoiselle de compagnie de Franck Apprederis - Mlle Flandre